# روغن میخک

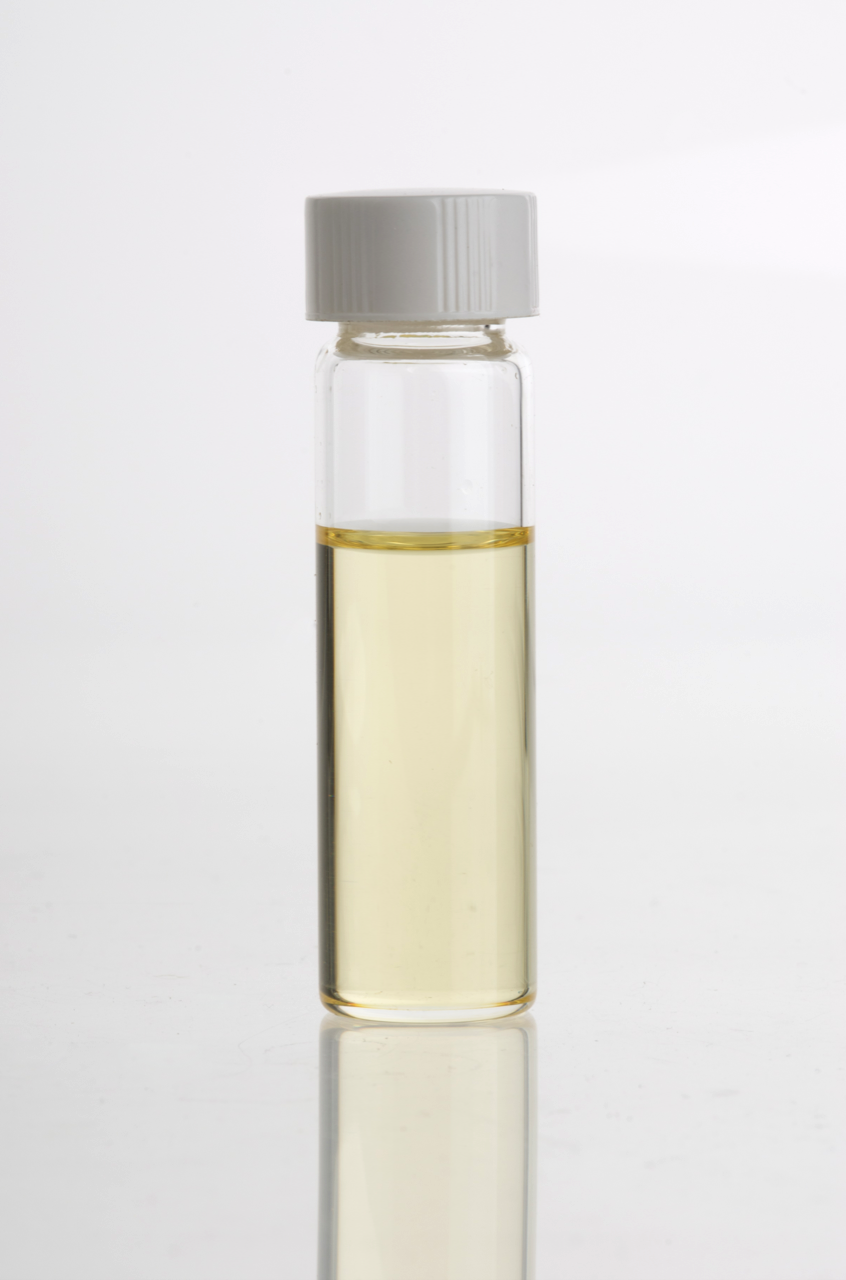
روغن میخک در شیشه

روغن میخک (انگلیسی: Oil of clove) روغن یا اسانسی است که از تقطیر برگ‌ها یا غنچه‌های ناشکفته و خشک‌شدهٔ درخت میخک صدپر به دست می‌آید.